# Міттельгоф
Міттельгоф (нім. Mittelhof) — громада в Німеччині, розташована в землі Рейнланд-Пфальц. Входить до складу району Альтенкірхен. Складова частина об'єднання громад Віссен.
Площа — 11,13 км2. Населення становить 980 ос. (станом на 31 грудня 2020).